# Columbus (NFL)
Pour les articles homonymes, voir Columbus.
Columbus hébergea une franchise de la NFL (National Football League) qui porta le nom des Panhandles de Columbus (1904-1922) puis des Tigers de Columbus (1923-1925).
Cette franchise NFL aujourd'hui disparue fut fondée en 1904 et fut membre de la NFL de 1920 à 1925.